# Lazareth
Ne doit pas être confondu avec Lazaret.
Lazareth Auto-Moto, créée par le designer Ludovic Lazareth, est un préparateur auto, moto et tricycle français, installé à Annecy-le-Vieux. La société produit sur commande des véhicules pour tout type d’usage. 
La conception est maison (châssis, carrosserie, peinture), les moteurs proviennent de différents constructeurs et sont ensuite revus et optimisés (notamment à l’aide de compresseur). Ludovic Lazareth est un ancien élève de Franco Sbarro.

## Présentation
Outre ses réalisations uniques, Lazareth Auto Moto produit en séries limitées et numérotées des quads, motos et Mini.
La société est placée sous liquidation judiciaire le 11 janvier 2024 faute de trésorerie suffisante.

### Cinéma
Plusieurs créations de Ludovic Lazareth apparaissent dans le film Babylon A.D. de Mathieu Kassovitz. Elles ont également été exposées au Festival de Cannes.

## Véhicules

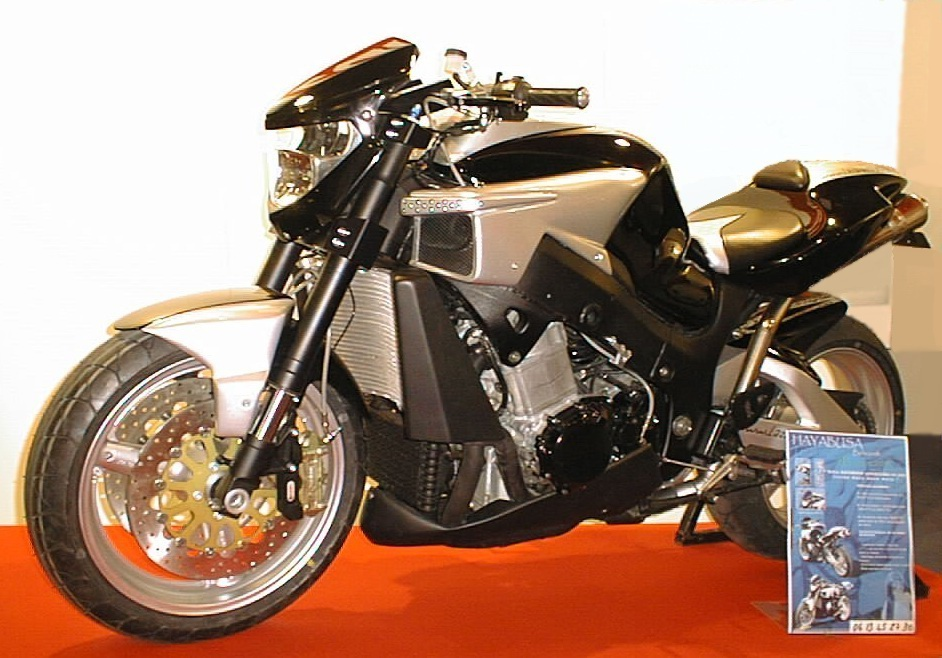
en basé sur le moteur de la Suzuki GSX 1300R Hayabusa.

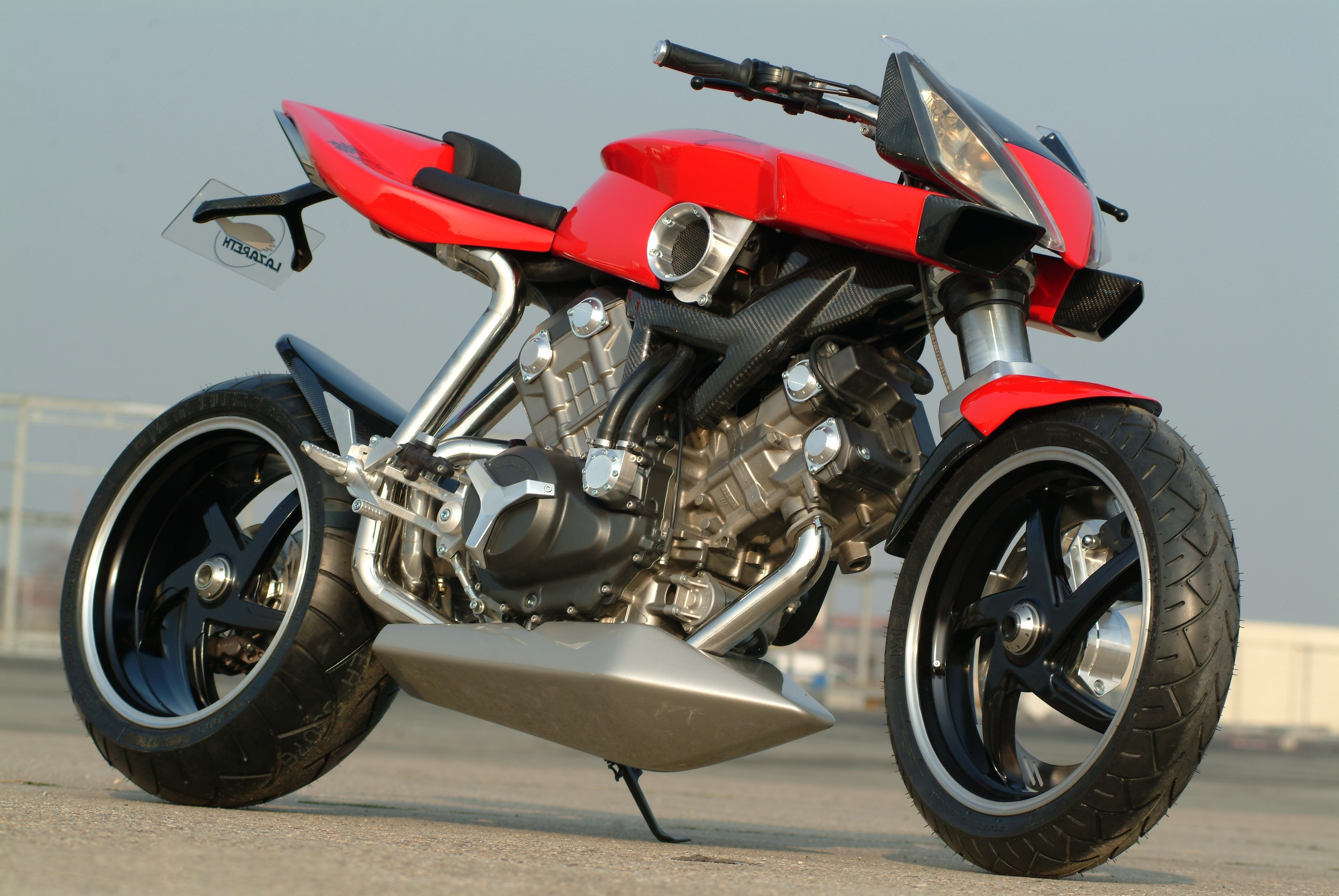
en basé sur une Honda VTR 1000.

Les Lazareth Wazuma sont des quads à garde basse taillés pour l'asphalte. Le Wazuma R1 embarque un moteur de Yamaha R1 homologué à 100 ch. Ses roues arrière étant jumelées et rapprochées, il est assimilable à un tricycle. Le Quadrazuma exploite le même moteur mais dispose de quatre roues motrices équidistantes telles un quad. 
Le dernier-né, le Wazuma Bio V12, dispose quant à lui d'un moteur V12 5,0 l d'origine BMW. Le bloc-moteur constitue le châssis de l'ensemble, l'engin développe 350 ch pour 500 kg.
Lazareth modifie également des voitures, sa spécialité est la Mini V8. Seul le look est conservé, la carrosserie est réalisée en fibre, l'intérieur ne comporte plus que deux places avec une sellerie spécifique et le châssis est complètement revu : elle dispose de freins et de jantes de Subaru Impreza GT pour contenir le bloc V8 de 3,5 l développant 200 ch.

### Moto volante
La Lazareth LMV 496 est la première moto volante capable de rouler. Présenté en 2019, cet engin monoplace possède deux motorisations : moteur électrique pour le mode route et turbine au kérosène à chaque roue, les quatre roues étant basculées à l'horizontale pour le mode vol. L'autonomie de vol est d'une dizaine de minutes. Quatre exemplaires (sur les cinq construits) sont vendus au prix de 496 000 euros chacun.